# Геніальність
Геніа́льність (з лат. genius — «дух») — це набір здібностей, який визначає появу творців, що мають історичне значення в житті суспільства, засвідчують нову епоху в розвитку культури, науки та науково-технічного прогресу.

## Трактування
Геніальність — це найвищий ступінь прояву творчих сил людини. Проявляється у створенні тих або інших здобутків, що мають важливе значення для розвитку суспільства. Для особистості ґенія характерні такі риси, як творча продуктивність, володіння певною методологією, готовність до подолання стереотипів і традиційних настанов.
Геніальність — найвищий рівень інтелектуального або творчого функціонування особистості, який реально проявляється у визначних наукових відкриттях або філософських концепціях, технічних або технологічних винаходах, соціальних перетвореннях, створенні художніх творів, що мають віддалені наслідки в багатьох областях культури. Про геніальність кажуть, коли досягнення розцінюються як новий етап в певній сфері діяльності, вважаються випереджаючими свій час, формуючи зону найближчого розвитку культури. Традиційно (починаючи від І. Канта) термін «геніальність» пов'язують з уявленнями про талант, проте багато авторів (наприклад, Ч. Ломброзо, В. Гірш, А. В. Лібін) систематично розрізняють ці поняття. Для Канта «геній є талантом (природним даром), який надає правила мистецтву».